# 정선 필 여산초당도
정선 필 여산초당도(鄭敾 筆 廬山草堂圖)는 대한민국 서울특별시 성북구 간송미술관에 있는, 조선시대 정선이 중국의 고사(故事)를 주제로 삼아 산수화와 인물화를 효과적으로 결합시킨 대작이다. 2017년 12월 26일 대한민국의 보물 제1953호로 지정되었다.

## 개요
정선 필 <여산초당도>는 정선이 중국의 고사(故事)를 주제로 삼아 산수화와 인물화를 효과적으로 결합시킨 대작이다. 여산(廬山)은 중국의 수많은 문인들이 방문하여 작품을 남긴 곳이며 중국과 조선에서 그린 소재로 많이 다루어진 명소이다. 이 그림은 여산에 초당을 짓고 은거한 당나라 시인 백거이(白居易, 772-846)의 고사를 주제로 한 고사인물도이다. 남종화풍(南宗畵風)에 기반한 정선의 정형산수도를 대표할만한 작품으로, 자신이 진경산수화를 그릴 때 즐겨 사용한 개성적인 필묵법을 잘 절충하여 조선후기 정형산수도의 또 다른 경지를 잘 보여주는 작품이다. 더욱이 이를 수묵화가 아닌 채색화로 제작하였다는 점에서 희소적인 가치가 높다.

## 같이 보기
- 정선

## 참고 자료
- 정선 필 여산초당도 - 국가유산청 국가유산포털